# Jukka Ylipulli
Jukka Ylipulli (n. 6 februarie 1963, Rovaniemi, Lapin lääni, Finlanda) este un sportiv ce a reprezentat Finlanda, medaliat olimpic. A participat la o ediție a Jocurilor Olimpice (1984) în care a câștigat o medalie de bronz.

## Participări
Lista de mai jos prezintă principalele competiții la care a participat Jukka Ylipulli de-a lungul carierei.
- Nordijska kombinacija na Zimskih olimpijskih igrah 1984[*]